# Vilșanka, Babanka
Vilșanka (în ucraineană Вільшанка) este o comună în raionul Babanka, regiunea Cerkasî, Ucraina, formată numai din satul de reședință.

## Demografie
Componența lingvistică a comunei Vilșanka
     Ucraineană (95,35%)
     Rusă (3,26%)
     Română (1,4%)
Conform recensământului din 2001, majoritatea populației comunei Vilșanka era vorbitoare de ucraineană (95,35%), existând în minoritate și vorbitori de rusă (3,26%) și română (1,4%).